# Дания на «Евровидении-2005»
Дания участвовала в юбилейном, пятидесятом выпуске телевизионного конкурса Евровидение-2005, который состоялся в Киеве, Украина. Страну представлял Якоб Свейструп с песней Talking to You («Говорю с тобой»), написанной Якобом Лаунбьергом в соавторстве с Андреасом Мёрком. Первоначально композиция была представлена на датском языке под названием Tænder på dig («Ты заводишь меня»). Именно датская версия выиграла национальный отбор Dansk Melodi Grand Prix 2005. Однако для участия в Евровидении и достижения более высокого результата заявка была переведена на английский язык. По итогам голосования Talking to You смогла занять третье место из 25 в полуфинале и выйти в финал, где она финишировала девятой из 24, заработав 125 очков. Полуфинал и финал конкурса были показаны Датским радио на канале DR1 с комментариями Юргена де Милуса. Глашатаем, объявлявшим очки Дании в финале, была представительница Дании на Евровидение-1983 Гри Йохансен.

## Предыстория
К моменту участия в 2005 году Дания выступала на Евровидение 33 раза с момента своего дебюта в 1957 году. Страна не участвовала в конкурсе с 1967 по 1977 год из-за изменений политики телекомпании, а также трижды пропускала конкурсы по причине плохих результатов: в 1994, 1998 и 2003 годах. В 1996 году Дания была одной из семи стран, провалившихся по итогам единственного в истории Евровидения аудиоквалификационного раунда. Композиция Kun med dig в исполнении Дорт Андерсен и Мартина Лофта заняла лишь 25-е место и не вышла в финал. В 2004 году с введением системы полуфинала Дания тоже не смогла пройти квалификацию. Песня Shame on You в исполнении Томаса Тордарсона заняла 13-е место и не вышла в финал. Также Дания выигрывала конкурс дважды: в 1963 году с песней Dansevise в исполнении Греты и Юргена Ингманна и в 2000 году с песней Fly the Wings of Love в исполнении братьев Олсен. В 1964 году страна впервые провела конкурс у себя на Tivoli Concerthall в Копенгагене. В 2001 году Дания вновь провела конкурс на стадионе Паркен в Копенгагене.
Датское радио (DR) является организатором выбора заявки на Евровидение. Начиная с 1957 года вещатель использовал формат национального отбора под названием Dansk Melodi Grand Prix для выбора исполнителя и песни. 11 августа 2004 года DR объявил, что датская заявка для Киева будет выбрана посредством данного формата, как и ранее.

## До «Евровидения»

### Dansk Melodi Grand Prix 2005
Тридцать пятый выпуск датского национального отбора под названием Dansk Melodi Grand Prix 2005 состоялся 12 февраля на стадионе Форум Хорсенс в Хорсенсе. Ведущими были представительница Дании на Евровидение-1989 Бирт Кьяр, Аннетт Хейк и Ярл Фриис-Миккельсен. Для участия в отборе Датское радио выдвинуло ряд условий: все композиторы и поэты-песенники должны иметь датское подданство либо быть постоянными резидентами страны, а все отправляемые заявки могут быть исполнены не только на датском, но и на любом-другом языке. Последнее правило ранее использовалось только в 1979 году, когда среди песен на датском языке в Dansk Melodi Grand Prix прозвучали произведения на гренландском и фарерском языках, региональных языках Дании. Из поступивших 236 заявок только десять были допущены к участию финале. Сам финал состоял из двух раундов. В первом раунде публичное голосование выбирало пять песен для прохода во второй раунд, а во втором раунде определялся непосредственно сам победитель. Процедура голосования во втором раунде была представлена через телефонные звонки по регионам и через SMS. Среди конкурсантов Dansk Melodi Grand Prix 2005 были победители Евровидения-2000 братья Олсен.
| Порядок выступления | Исполнитель      | Название песни                | Автор(ы)                                        | Результат |
| ------------------- | ---------------- | ----------------------------- | ----------------------------------------------- | --------- |
| 1                   | Chi Hua Hua      | Uhh la la la                  | Сёрен Поппе, Ян Лисдаль                         | Не прошёл |
| 2                   | Luna Park        | I Believe in Love             | Яша Рихтер                                      | Прошёл    |
| 3                   | Тамра Розанс     | Peace, Understanding and Love | Тамра Розанс                                    | Прошёл    |
| 4                   | Kandis           | Lonnie fra Berlin             | Джонни Хансен                                   | Не прошёл |
| 5                   | Olsen Brothers   | Little Yellow Radio           | Юрген и Нильс Олсены                            | Прошёл    |
| 6                   | Ким Шварц        | En smule af dig               | Деннис Денхардт                                 | Не прошёл |
| 7                   | Дитлев Ульриксен | Troublesome                   | Мортен Ремар, Дитлев Ульриксен                  | Не прошёл |
| 8                   | Якоб Свейструп   | Tænder på dig                 | Якоб Лаунбьерг, Андреас Мёрк                    | Прошёл    |
| 9                   | Sweethearts      | I Must Be Crazy               | Мартин Бригманн, Пернилла Хёймарк, Ким Кидхольм | Не прошёл |
| 10                  | Мари Кейс Уре    | Make a Wish                   | Гри Трампедах, Йеспер Хофманн                   | Прошёл    |

| Порядок выступления | Исполнитель    | Название песни                | Очки | Место |
| ------------------- | -------------- | ----------------------------- | ---- | ----- |
| 1                   | Luna Park      | I Believe in Love             | 16   | 3     |
| 2                   | Тамра Розанс   | Peace, Understanding and Love | 8    | 5     |
| 3                   | Olsen Brothers | Little Yellow Radio           | 52   | 2     |
| 4                   | Якоб Свейструп | Tænder på dig                 | 58   | 1     |
| 5                   | Мари Кейс Уре  | Make a Wish                   | 16   | 3     |

## На «Евровидении»
По правилам Евровидения все страны-участницы, кроме членов «большой четвёрки» (Великобритании, Германии, Испании и Франции), страны-победительницы прошлого года и десяти стран, занявших самые высокие места на конкурсе 2004 года, должны пройти квалификацию в полуфинале. По итогам полуфинала десять лучших стран выходят в финал. 22 марта 2005 года была проведена жеребьёвка относительно порядка выступлений стран в полуфинале. 19 мая 2005 года состоялся полуфинал Евровидения, где Дания выступала под номером 24, между Словенией и Польшей. В конце шоу Дания была объявлена среди десяти лучших стран, и, таким образом, прошла в финал. Позже было объявлено, что страна заняла третье место из 25, набрав 185 очков, включая 12 очков от Ирландии, Нидерландов, Норвегии и Швеции. Через короткое время состоялась жеребьёвка относительно порядка выступлений стран в финале. 21 мая 2005 года состоялся финал Евровидения, где Якоб Свейструп выступал под номером 13, между Сербией и Черногорией и Швецией. По итогам голосования Дания заняла девятое место, набрав 125 очков, включая 12 очков от Норвегии. В 2003 году Европейский вещательный союз объявил о введении повсеместного телеголосования на Евровидении. Датские телезрители 12 очков присудили в полуфинале и в финале Норвегии. Россия присудила Дании 4 очка в полуфинале и ни одного очка в финале. Дания в финале также не присудила России ни одного очка.

#### Голосование
| Очки      | Страна                                 |
| --------- | -------------------------------------- |
| 12 баллов | - Ирландия НидерландыНорвегияШвеция    |
| 10 баллов | - Великобритания ИсландияМонакоПольша  |
| 8 баллов  | - Андорра ИспанияФинляндия             |
| 7 баллов  | - Бельгия ВенгрияЛитваШвейцарияЭстония |
| 6 баллов  | - Австрия Хорватия                     |
| 5 баллов  | - Германия Португалия                  |
| 4 балла   | - Мальта Россия                        |
| 3 балла   | Румыния                                |
| 2 балла   | - Греция Латвия                        |
| 1 балл    | Франция                                |

| Очки      | Страна                         |
| --------- | ------------------------------ |
| 12 баллов | Норвегия                       |
| 10 баллов | - Исландия ИспанияМонакоШвеция |
| 8 баллов  | - Великобритания Нидерланды    |
| 7 баллов  | Ирландия                       |
| 6 баллов  | - Венгрия Германия             |
| 5 баллов  | - Польша Эстония               |
| 4 балла   | - Бельгия ЛатвияЛитваРумыния   |
| 3 балла   | - Андорра ИзраильМальта        |
| 2 балла   | Финляндия                      |
| 1 балл    | Португалия                     |